# Semisuturia mellea
Semisuturia mellea är en tvåvingeart som först beskrevs av Christian Rudolph Wilhelm Wiedemann 1824.  Semisuturia mellea ingår i släktet Semisuturia och familjen parasitflugor. Inga underarter finns listade i Catalogue of Life.